# Santuario della Beata Maria Vergine di Gulfi
Il santuario interdiocesano della Beata Vergine Maria di Gulfi è un santuario mariano che si trova a Chiaramonte Gulfi, in provincia di Ragusa; nonché il più importante santuario mariano degli iblei. 
Si trova in corrispondenza dell'antico sito del paese, allora chiamato Gulfi, distrutto nel 1299 da Ruggero di Lauria e ricostruito quindi nel sito attuale con il nome di Chiaramonte da Manfredi I Chiaramonte, conte di Modica.

## Storia e descrizione
La chiesa nella forma attuale presenta campanile e facciata settecenteschi, opera di Benedetto Cultraro. L'interno, con cinque altari, fu decorato in stucco nel XIX secolo.
Il santuario di rango interdiocesano si trova in corrispondenza dell'antico centro di Gulfi e sembra sia stato eretto verso il IV secolo. Questa chiesa, secondo la tradizione, fu visitata da San Gregorio Magno, prima di essere eletto pontefice, quando fece visita ai monasteri da lui fondati in Sicilia ovvero in quello di Bruscello e Vizzini. Sostando a Gulfi e inginocchiatosi davanti all'altare della natività, pare abbia lasciato al fine l'impronta del ginocchio impressa sul gradino, che ancora oggi si conserva nel santuario a ricordo del fatto miracoloso e dove fu posta la seguente lapide: Super lapidem hunc ante Nativitatis aram, olim stratum, S.Gregorius PP. (ut antiquitus traditum est) genuflexit, quum templum hoc invisit.  Nel 1550 vi fu fabbricato un conventino ad uso dei frati cappuccini ed in seguito vi si stabilirono, nel 1611 i padri Agostiniani. Nel 1644, per volere del Re Filippo IV, fu ordinato di celebrarsi un real novenario in onore della Beata Maria e in quell'occasione la Vergine fu rieletta Patrona (1550) ed il simulacro fu trasportato nel centro abitato la domenica in Albis, tralasciando in secondo piano la festa del 15 agosto, come si praticava sin dall'origine dell'arrivo a Gulfi. Oltre alla grotta della Natività vi è sul lato esterno della chiesa una porta a sesto acuto con inciso sulla chiave la data e l'autore (1250). La statua fu arricchita nel 1775 da un artistico piedistallo in argento sbalzato, in bronzo e dorato opera dell'argentiere messinese S. Stagnitti e restaurato nel 2008.   

## Statua della Vergine di Gulfi
Nel santuario si venera la statua marmorea di una Madonna con Bambino, detta della Vergine di Gulfi che secondo la tradizione, riconosciuta ufficialmente dalla Curia Vaticana nel 1831, fu messa in mare in una cassa insieme alla statua del Santissimo Salvatore per sfuggire all'iconoclastia, sarebbe stata rinvenuta sulla spiaggia la spiaggia di Camarina dagli abitanti di Gela fu stabilito di metterle su due carri trainati da buoi, lasciati in balia del destino al termine del loro incamminamento; in verità la cassa con la statua della Madonna arrivò a Gulfi e ivi i buoi si fermarono, lasciando capire che non volevano continuare, mentre l'altra cassa arrivò presso il pendio del colle..
La statua della Vergine di Gulfi doveva essere collocata in origine contro un muro, essendo grezza nella parte posteriore, e situata più in alto dell'osservatore, per lo sguardo rivolto verso il basso. Nella chiesa si conserva il piedistallo originale che raffigura la Dormizione di Maria, segato nel XVIII secolo per sostituirvi l'attuale in argento, opera del cesellatore messinese Stagnitti. La statua è collocata su una tribuna settecentesca, opera dello scultore Benedetto Cultraro, che ospita il dipinto con l'Assunzione di Simone Ventura.

## Festa patronale
La Vergine di Gulfi è la "Patrona Principale e Regina di Chiaramonte Gulfi" ad immemorabilis. Agl'inizi del 1500 la Sicilia fu stravolta dalla peste e i Chiaramontani si affidarono a San Vito, chiedendo per sua intercessione la liberazione da tale tremendo male, la città fu salva ed il popolo elesse, senza autorizzazione alcuna da parte del vicariato diocesano, il martire a patrono del Comune. Nel 1550 però, il popolo tutto, con il voto dei giurati e del clero secolare e regolare, rielesse nuovamente l'antica Patrona della città ovvero la "Beata Vergine di Gulfi".  Nel 1644 Filippo IV, Re di Spagna, per la vittoria delle sue armi e la prosperità della sua nazione, elesse patrona del suo Regno la Beata Vergine Maria, ordinando a tutte le città di eleggere come patrona la Madonna, festeggiando per nove anni un novenario a Lei dedicato e fu così che i Chiaramontani, con la votazione del popolo, del clero secolare e regolare, dei Giurati del Comune, e la petizione del Vescovo di Siracusa, agli atti del notar Bulcassino datati 19 marzo 1644, riconfermarono Maria SS. di Gulfi, patrona principale della città, secondo le disposizioni di papa Urbano VIII, emanati nel 1630 sulla Proclamazione del Santo Patrono. Queste disposizioni prevedevano un solo Patrono Principale per Comune, elezione approvata con decreto della sacra Congregazione dei Riti, che stabilì la festività la terza feria successiva la seconda domenica dopo la Santa Pasqua con doppio precetto, rito doppio di I classe e ottava, preceduto da un solenne novenario, animato dalle varie corporazioni delle maestranze locali, con il trasporto della statua marmorea della Patrona dal Santuario alla Matrice ad opera delle Confraternite. Nel 1830 il vescovo di Siracusa, a seguito di un'istanza prodotta dal devoto popolo di Chiaramonte e dal clero, chiese al Santo Padre l'Approbationis Officii, et Missa Pr. in honorem B.M.V. de Gulfis nuncupatae, Patronae Princip. Civit. Claramontis [...], richiesta approvata dalla Sacra Congregazione dei Riti con Decreto a firma del cardinale Carlo Maria Pedicini, datato 1831, il quale stabilisce l'assoluto ed unico Patronato ufficiale della Città, aggiungendo alla diocesi di Siracusa la solennità obbligatoria di Maria Santissima di Gulfi con rito doppio minore di I classe e doppio precetto. Inoltre riconosce ufficialmente la venuta miracolosa del simulacro scampato alla furia iconoclasta dell'VIII secolo. Si venerano anche San Vito San Vito come patrono e San Giovanni Battista come protettore, il cui culto venne introdotto dai cavalieri di Malta.
La festa è rimasta immutata e come nel 1644 ha inizio la domenica in Albis, con il trasporto a spalle della statua marmorea della Vergine di Gulfi dal santuario, con un cammino di circa un'ora, sino alla chiesa madre del paese, dove entra ed esce più volte e per i successi nove giorni viene celebrato un solenne novenario in suo onore in preparazione alla solennità fissata per il III martedì dopo Pasqua. Il giorno successivo il simulacro viene condotto al Santuario dopo la processione cittadina.